# Per Johan Herman Leander

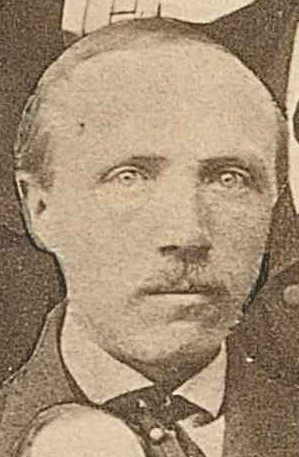
Per Johan Herman Leander som adjunkt.

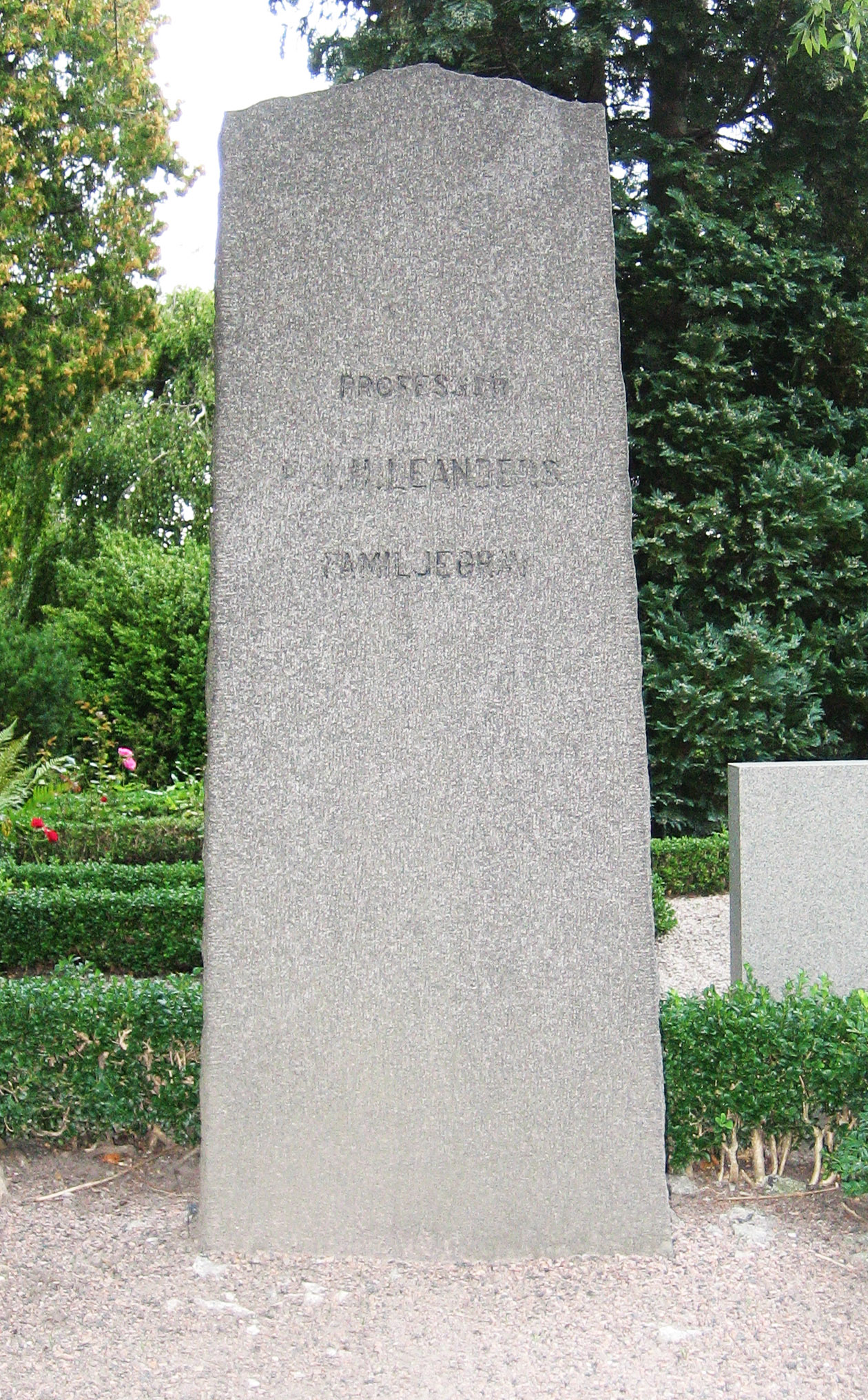
Professor Leanders familjegrav på Klosterkyrkogården i Lund.

Per (även Pehr) Johan Herman Leander, ofta hänvisad till som P.J.H. Leander, född den 31 maj 1831 i Hjälmseryds socken, Jönköpings län, död den 18 juni 1907 i Lund, var en svensk filosof.

## Biografi
Leander, som 1851 blev student vid Lunds universitet, avlade 1860 filosofie kandidatexamen, promoverades 1862 till filosofie doktor och kallades samma år till docent i teoretisk filosofi. År 1863 utnämndes han till adjunkt i teoretisk och praktisk filosofi vid Lunds universitet, där han 1886 blev professor i praktisk filosofi. Han var 1889–1903 inspektor på Smålands nation i Lund.
Leanders föräldrar var kyrkoherden i Hjälmseryds församling, Johan Lorenz Leander, och Margareta Katarina Hjelmgren. Leander gifte sig 1868 med Svenborg Cornelia Olivia Carlström. Leanders gravvård återfinns på klosterkyrkogården i Lund.

## Verksamhet
Leander framstår som en trogen anhängare av Boströms filosofi. Leander publicerade verk som belyste de uppfattningar som Cartesius, Spinoza, Leibnitz, Kant och Herbart gav uttryck för. Hans mest betydelsefulla insats torde vara hans framställning av Christopher Jacob Boströms religionsfilosofiska uppfattning.